# Quận Jones, Iowa
Quận Jones là một quận thuộc tiểu bang Iowa, Hoa Kỳ. Quận lỵ đóng ở Anamosa6. Quận được đặt tên theo. Dân số theo điều tra năm 2010 của Cục điều tra dân số Hoa Kỳ là 20.638  người.

## Địa lý
Theo Cục điều tra dân số Hoa Kỳ, quận này có diện tích 1492 km2, trong đó có 4 km2 là diện tích mặt nước.